# The Shaggs
The Shaggs — девичья рок-группа из США, существовавшая в 1968 — 1975 годах и состоявшая из сестёр Уиггин (Wiggin): Дороти (вокал, гитара), Бетти (вокал, гитара), Хелен (ударные) и Рейчел (бас-гитара).

## История
Сёстры Уиггин не получили музыкального образования, но по настоянию их отца Остина Уиггина записывали и исполняли музыку на семейной ферме во Фримонте (штат Нью-Гэмпшир, США) и на городских праздниках. Как правило, группа представляла собой трио, Рейчел периодически присоединялась к сёстрам. В 1969 году на деньги Остина Уиггина был выпущен единственный альбом Philosophy of the World («Философия мира»). В 1975 году Остин умер, и the Shaggs прекратили существование.
The Shaggs получили широкую известность благодаря тому, что их музыка противоречила всем музыкальным стандартам: они играли неслаженно, в необычных музыкальных размерах, порой совершенно аритмично, на расстроенных инструментах. Эффект усиливали наивные тексты. The Shaggs часто называли худшей группой в истории; Фрэнк Заппа, напротив, в одном из интервью включил их в число своих любимых исполнителей, и якобы утверждал, что они «лучше Тhe Beatles».
В любви к группе признавался в числе многих Курт Кобейн.
В 1980 году неожиданно альбом Philosophy Of The World был переиздан. Журнал «Роллинг Стоун» присвоил альбому приз «Возвращение года».
В 1999 году the Shaggs воссоединились для юбилейного концерта в Нью-Йорке.
В 2006 году умерла Хелен Уиггин.
В 2017 году Дороти и Бетти Уиггин с приглашёнными музыкантами выступили на фестивале Solid Sound в Норт-Адамс (Массачусетс).

## Дискография

### Студийные альбомы
- 1969 —  Philosophy of the World (Оригинальный релиз: Third World Records, TCLP 3001, 1969; переиздан: Red Rooster/Rounder 3032, 1980)

### Сборники
- Shaggs' Own Thing (Red Rooster/Rounder 1982)
- The Shaggs (CD, состоит из Philosophy of the World и Shaggs' Own Thing) (Rounder Records 1988)

### Синглы
- My Pal Foot Foot / Things I Wonder (Fleetwood FL 4584, 1969, подписаны как  the Shags)
- Sweet Maria /  The Missouri Waltz (Missouri State Song)  (Light in the Attic LITA45-037, 2016)